# Louise-Alexandrine de Guibert
Pour les articles homonymes, voir Guibert.
Louise-Alexandrine de Guibert née à Paris le 9 juin 1758 sous le nom d'Alexandrine Louise Boutinon des Hayes, dame de Courcelles-le-Roi, est une femme de lettres. Épouse du maréchal de camp Jacques comte de Guibert, de l'Académie française, elle assure l'édition posthume de son œuvre complète. Elle publie quelques romans sentimentaux.  

## Biographie
Née dans une famille d'officier enrichie par la ferme des tabacs, elle reçoit une éducation très soignée. Elle montre tôt un esprit très distingué, très cultivé et parle facilement plusieurs langues modernes. 
Après la mort soudaine de son mari en 1790, pour lequel elle a toujours montré un vif attachement, elle a vécu dans la retraite, et consacre la plus grande partie de son temps à faire imprimer la plupart des ouvrages qu’il avait laissés manuscrits. Elle fait ainsi paraître l'œuvre dramatique de Guibert, dont la facture est médiocre aux dires de ses contemporains, mais qui illustre ses idées sociales et politiques. Elle fait également éditer intégralement ses écrits militaires déjà renommés. Elle fait paraître également la première édition de la correspondance amoureuse que Julie de Lespinasse a échangée avec son époux resté indifférent à la passion éprouvée par celle-ci.  
Elle meurt à Paris le 19 janvier 1826. 

## Œuvres
Elle a écrit des romans, annoncés comme traduits de l’anglais : 
- Margaretta, comtesse de Rainsford traduit de l'Anglais par A. L. de G., Paris, Pougens/ Buisson, 1797, 2 vol.
- Agatha ou la Religieuse anglaise, Paris, Maradan, 1797, 3 vol.
- Federetta, 1806, 1 vol.

## Publications des œuvres de son époux
- Jacques-Antoine-Hippolyte de Guibert avec Louise-Alexandrine de Guibert, Œuvres militaires de Guibert : publiées par sa veuve sur les manuscrits et d'après les corrections de l'auteur, t. 1 sur 5, Paris, Magimel, 1803 (lire en ligne)
- Jacques-Antoine-Hippolyte de Guibert avec Louise-Alexandrine de Guibert, Voyages de Guibert dans diverses parties de la France et en Suisse, faits en 1775, 1778, 1784 et 1785 : ouvrage posthume publié par sa veuve, Paris, d'hautel, 1806 (lire en ligne)
- Lettres de Mlle de Lespinasse au comte de Guibert, écrites depuis l'année 1773 jusqu'à l'année 1776, édition établie par la comtesse de Guibert en collaboration avec Barère de Vieuzac, Paris, Léopold Colin, 1809.
- Jacques-Antoine-Hippolyte de Guibert avec Louise-Alexandrine de Guibert, Œuvres dramatiques de Guibert : publiées par sa veuve sur les manuscrits et d'après les corrections de l'auteur, Paris, Persan & Cie, 1822 (lire en ligne)